# 인상고등학교
인상고등학교(仁祥高等學校)는 대한민국 전북특별자치도 정읍시 신태인읍 화호리에 있는 사립 고등학교이다.

## 학교 연혁
- 1952년 5월 12일 : 화호여자고등공민학교 설립, 의학박사 이영춘
- 1952년 6월 13일 : 화호여자고등공민학교 개교
- 1955년 3월 7일 : 화호여자중학교 개교
- 1955년 12월 28일 : 영원학원 설립
- 1961년 5월 2일 : 화호여자고등학교 개교
- 1970년 12월 22일 : 화호여자중학교 ⇒ 화호중학교 교명 변경
- 1974년 5월 2일 : 학교법인 영원학원 ⇒ 학교법인 화호학원 변경 승인
- 1975년 3월 1일 : 학칙변경(화호고등학교로 교명변경)
- 1983년 10월 24일 : 학교법인 화호학원 ⇒ 인상학원으로 변경 승인
- 1984년 6월 5일 : 학칙변경(인상중ㆍ고등학교로 교명 변경)
- 1986년 6월 18일 : 신축교사(본관) 준공
- 1991년 11월 22일 : 강당(해돋누리터) 및 도서관(벼리터) 준공
- 1999년 5월 31일 : 인상중학교 폐교
- 2012년 12월 21일 : 인상고등학교 야구단 창단
- 2020년 8월 3일 : 제23대 학교법인 인상학원 이사장 의학박사 이동호 취임
- 2022년 3월 1일 : 제17대 교장 전종재 취임
- 2023년 12월 22일 : 제61회 졸업식 총 6,631명 배출
- 2024년 3월 4일 : 2024학년도 입학

## 참고 자료
- 인상고등학교 - 한국교육학술정보원 학교알리미